# Johann Gottfried von Berger
Johann Gottfried Berger, seit 1717 von Berger (* 11. November 1659 in Halle; † 2. Dezember 1736 in Wittenberg), war ein deutscher Mediziner.

## Herkunft
Berger wurde als Sohn des einstigen Rektors am Gymnasium in Halle Valentin Berger (* 18. Januar 1620 in Ohrdruf; † 22. Mai 1675 in Halle) und seiner 1655 geehelichten Frau Margaretha Katharina (geb. Faschen aus Arnstadt, † 1695) geboren. Seine Jugend ist geprägt von einer intensiven pädagogischen Förderung in seinem Elternhaus, wie sie auch seine nicht minder berühmten Brüder Johann Heinrich von Berger (1657–1732) und Johann Wilhelm von Berger (1672–1751) erfahren haben.

## Leben
Nach Studien in Erfurt wechselte er an die Universität Jena und erlangte 1682 dort den medizinischen Doktorgrad. Um seine Bildung weiter zu vervollständigen, unternahm er Reisen nach Paris und Italien. Er habilitierte sich in Leipzig, wo er zum außerordentlichen Professor ernannt wurde. In Wittenberg wurde ihm eine außerordentliche Professur angeboten, die er am 7. Juni 1688 antrat. Diese ermöglichte es ihm, dass er am 30. Juli 1688 als ordentlicher Professor der Medizin an die Universität Wittenberg aufgenommen wurde. Im Jahr 1690 wurde er zum Mitglied der Gelehrtenakademie Leopoldina gewählt. 1692 war Berger zum ersten Professor der medizinischen Fakultät aufgerückt und verband seine Gelehrsamkeit mit wissenschaftlichem Sinn und kritischem Geist.
Als Mediziner vertrat er die iatromechanischen Theorien und wendete sich gegen den Galenismus, die Mystik bei den Anhängern des Paracelsus und der Helmontianer. Er trat entschieden gegen die Lehre Georg Ernst Stahls auf, die auf der Rolle der Seele im biologischen Geschehen beruhte (Animismus); und verfasste dazu verschiedene Streitschriften. In seinem 1702 veröffentlichten Hauptwerk versuchte er, den Kreislauf und die Muskelbewegungen aus mechanischen Grundsätzen zu erklären. Später legte er in seinen Vorlesungen die Instruktionen des Begründers der Schule der Chemiatriker Franz de la Böe, genannt Sylvius, zugrunde.
In der Heilmittellehre schied Berger scharf zwischen „rationellen“ und „empirischen“ Kuren und warnte vor den „remedia singularia et specifica“, auch „secreta et arcana“, mit denen die Heilungssuchenden damals überschwemmt wurden. Überhaupt will Berger „artem medendi a corruptelis vindicare“. In Anerkennung seiner Verdienste wurde er vom König August II. von Polen zum Leib- und Hofarzt ernannt und in den Adelsstand erhoben. Bei seiner Beisetzung hielt sein Bruder Johann Wilhelm eine „Oratio in obitum Joh. Gothofr. Berger“.

## Familie
Er heiratete am 12. Februar 1864 Benigna Christine Richter. Nach ihrem Tod heiratete er am 10. Januar 1736 Anna Maria Holmershausen, Herrin auf Döhstedt. Nachkommen sind keine bekannt.

## Schriften
- Physiologia medica sive de natura humana. Wittenberg 1702.
- Dissertationes medicae … / 3, 53 / … Dissertationem inavgvralem De flvore albo præside D. Io. Gothofredo Bergero … p. p. M. Christianvs Bened. Carpzovivs… a. d. Ivn. [MD]ccXI. Wittenberg 1711.
- Oratio lectores Wittenberg 1749.

Ein Verzeichnis seiner Schriften befinden sich bei Haller Bibl. Anat. I. 720 und Bibl. Pract. III. 641.